# Gregorio Méndez Magaña (Penjamo)
La localidad de Gregorio Mendez, (Pénjamo) está situada en el Municipio de Emiliano Zapata, en el Estado de Tabasco. 

## Etimología
Recibe su nombre del coronel Gregorio Méndez Magaña

## Población
Tiene 1 307 habitantes. 

## Altitud
Gregorio Mendez (Pénjamo) está a 50 m s. n. m.

## Distancia
Su distancia de la cabecera municipal es de 42.5km. (45 minutos)

## Colegios y Escuelas
- Jardín de Niños "Cnel. Gregorio Méndez magaña"
- Jardín de Niños "Rosalía Aguilar García"
- Esc. Primaria "Josefa Ortiz de Domínguez"
- Instituto de Difusión Técnica Número 9